# Вулиця Милорадовичів
Вулиця Милорадовичів — невелика вулиця у місті Чернігові, яка носить ім'я Милорадовичів. 
Розташована у Деснянському районі — починається від вулиці Станіславського і тягнеться на південний схід до вулиці Шевченка. Від вулиці відходить вулиця Дмитра Лизогуба.

## Історія
У 17-18 століттях була свого роду елітним районом, де були будинки чернігівської знаті, у тому числі Милорадовичів. У 1790 році Григорій Милорадович між вулицями Полуботка і Шевченка збудував власну садибу. У його будинку у 1816-1817 роках зупинявся імператор Олександр I.
Після смерті Григорія дружина із синами переїхала до Петербургу, а в садибі був влаштований музей панського побуту та мистецтв. Під час другої світової війни садиба повністю згоріла. Приблизно на місці колишньої садиби Милорадовичів була збудована інша будівля по вулиці Молодчого, в якій станом на 2018 рік знаходиться державне підприємство "Чернігівське лісове господарство".
У 2016 році вулиця була перейменована із Петровського на Милорадовичів.

## Галерея

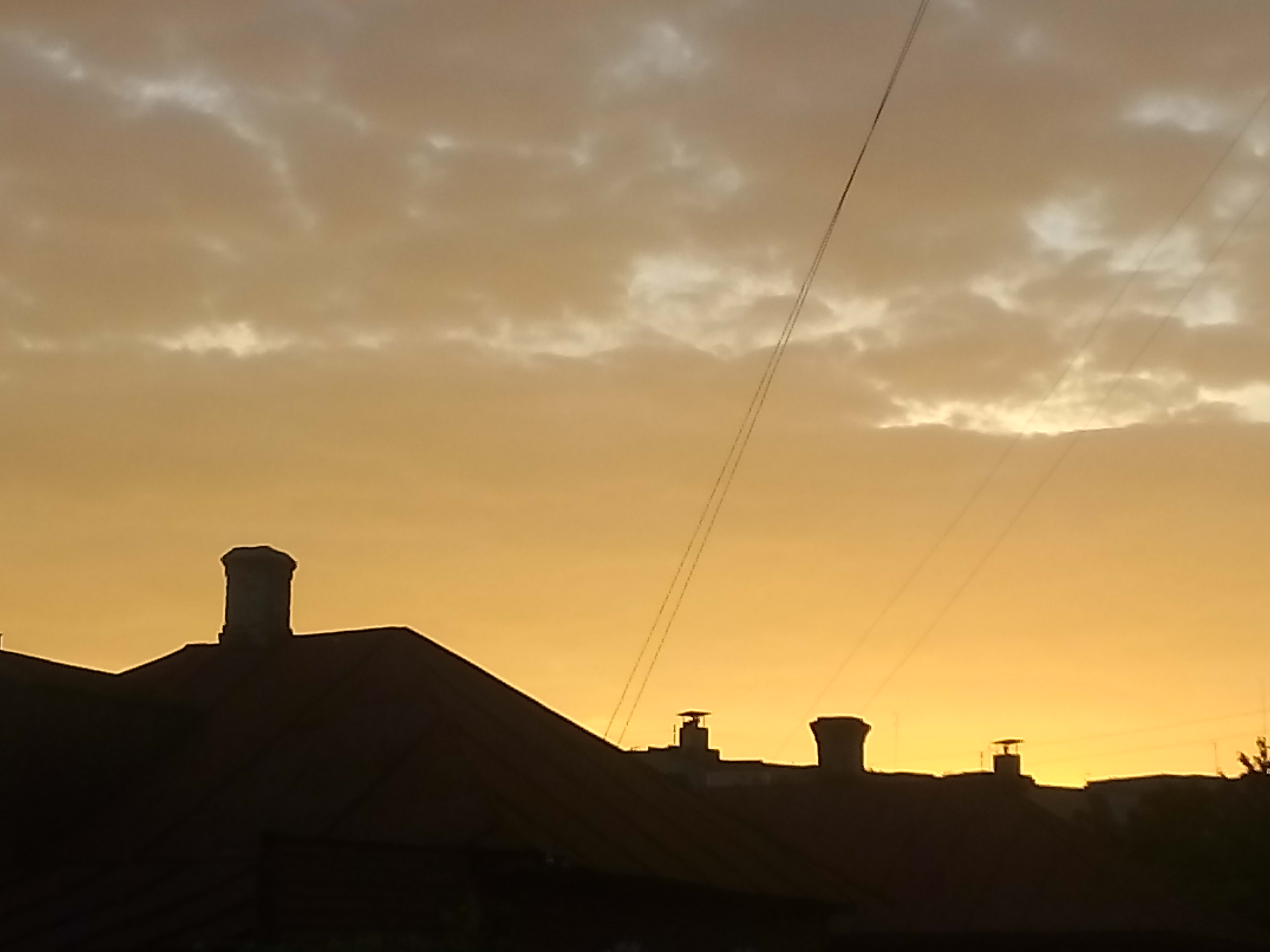
Вулиця ввечері Милорадовичів 35 2 серпня 2016 року
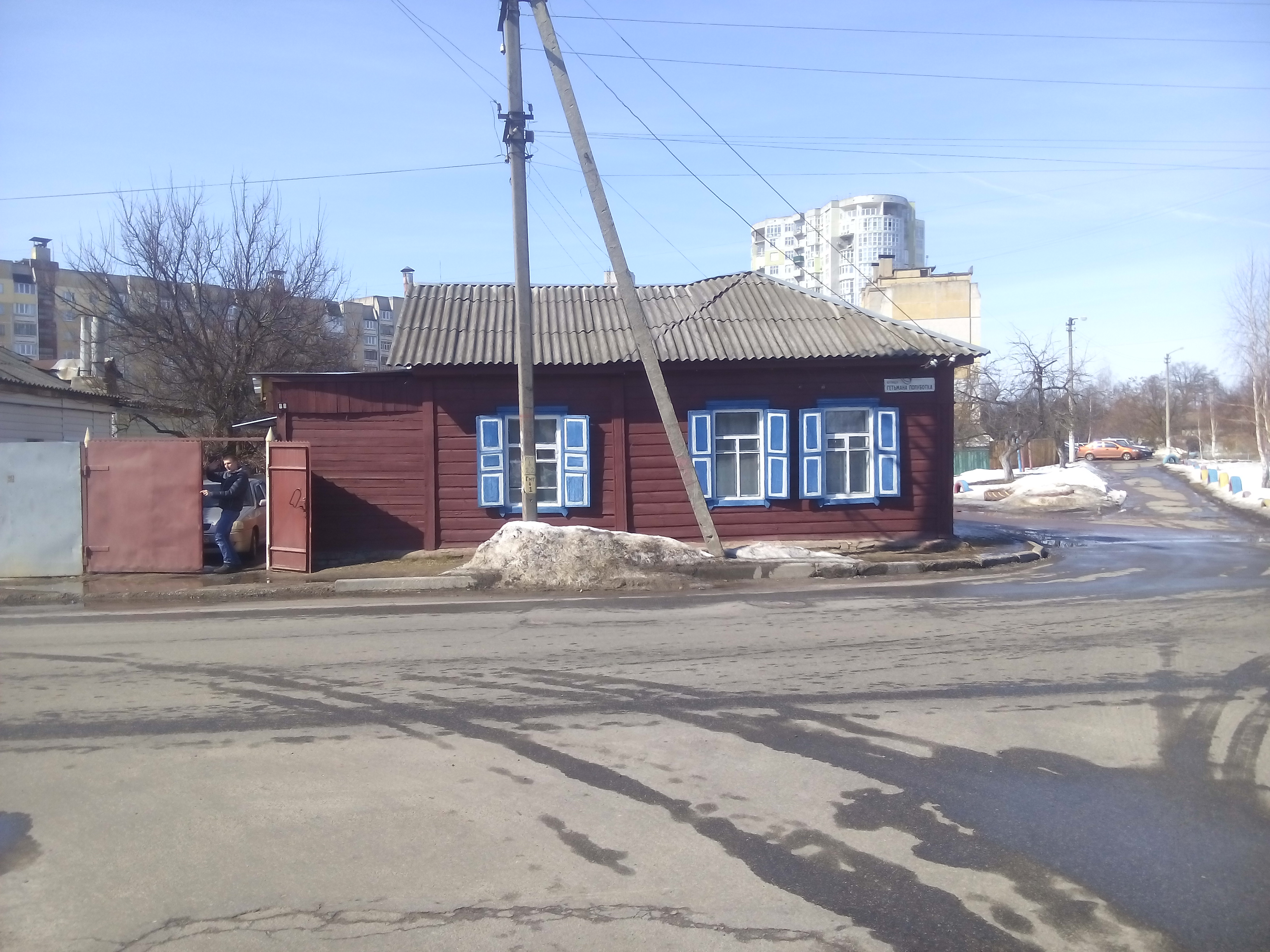
Хата на розі Полуботка 88/Милорадовичів 27 на початку весни
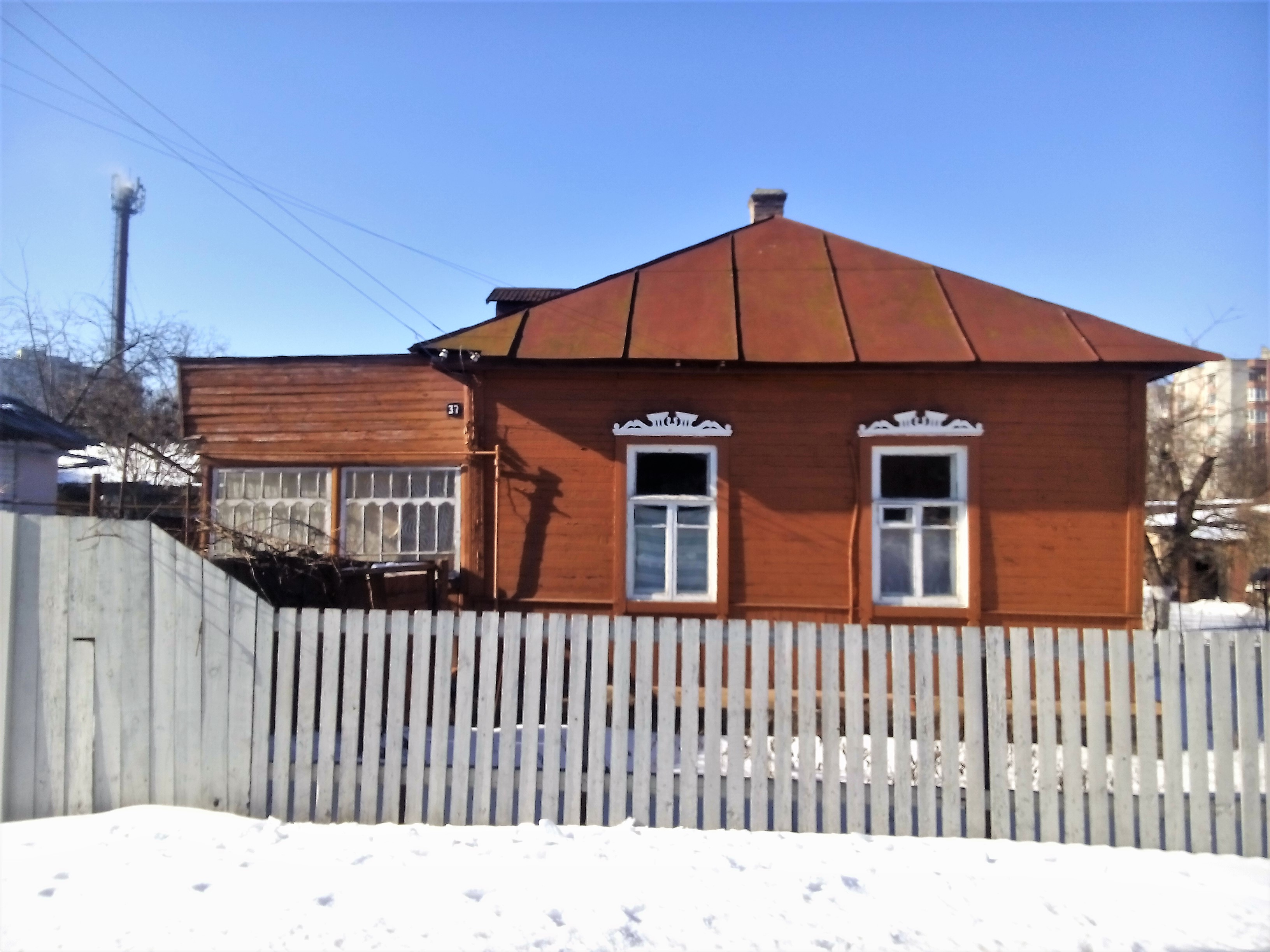
Одна і та ж хата Милорадовичів 37 25 березня 2018
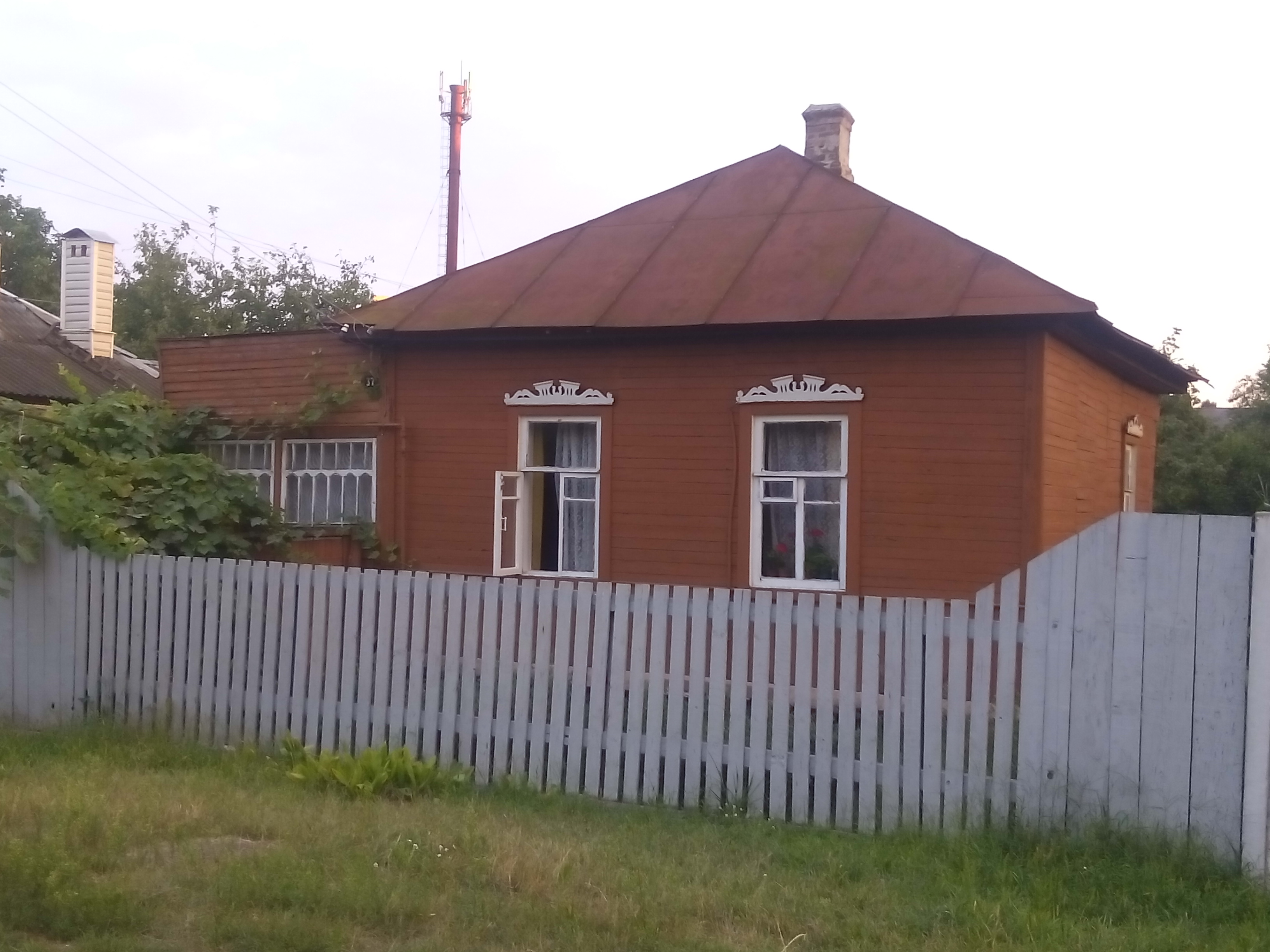
Одна і та ж хата 2 серпня 2016
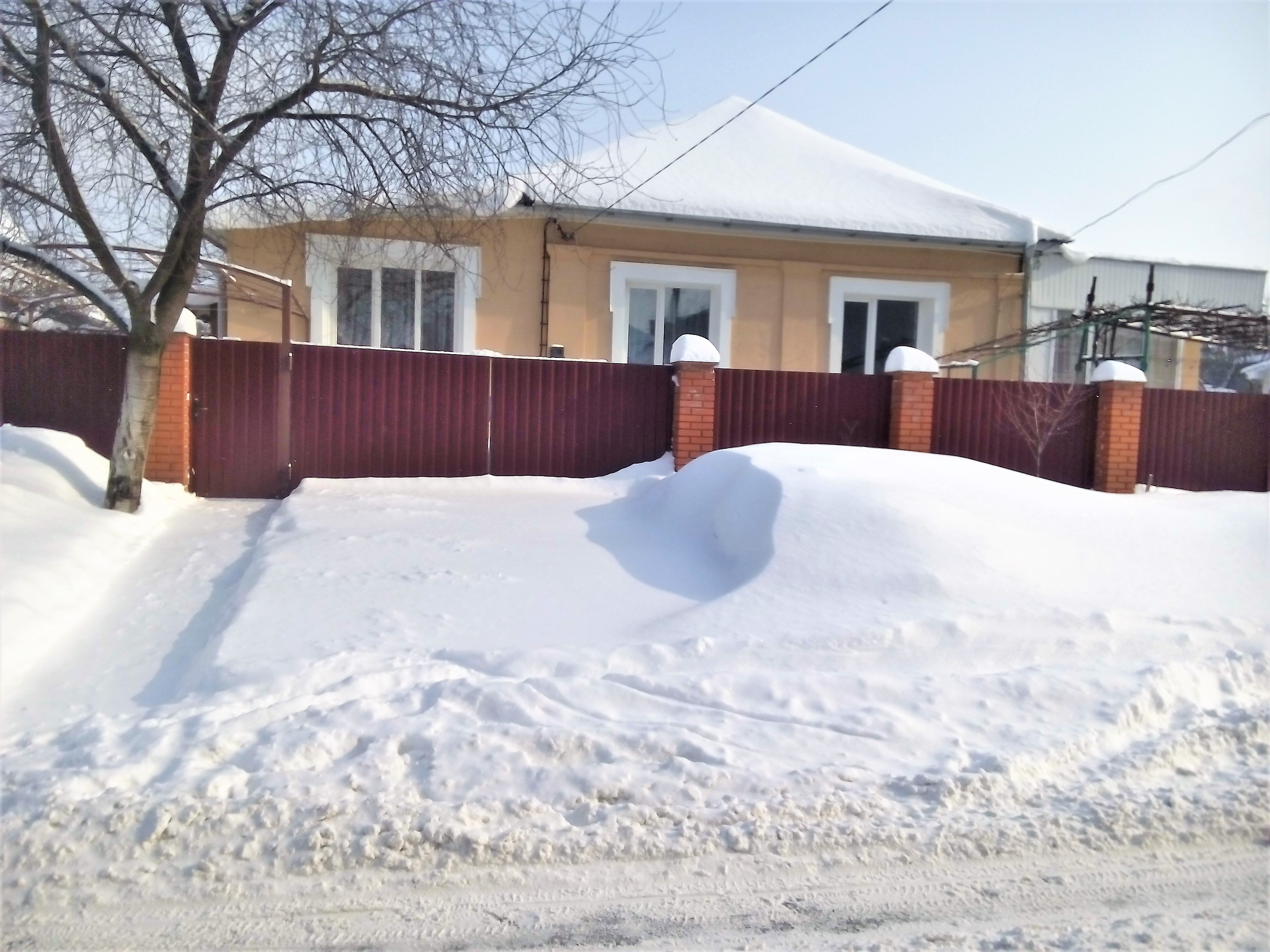
Милорадовичів 38 (новий будинок) 4 березня 2018
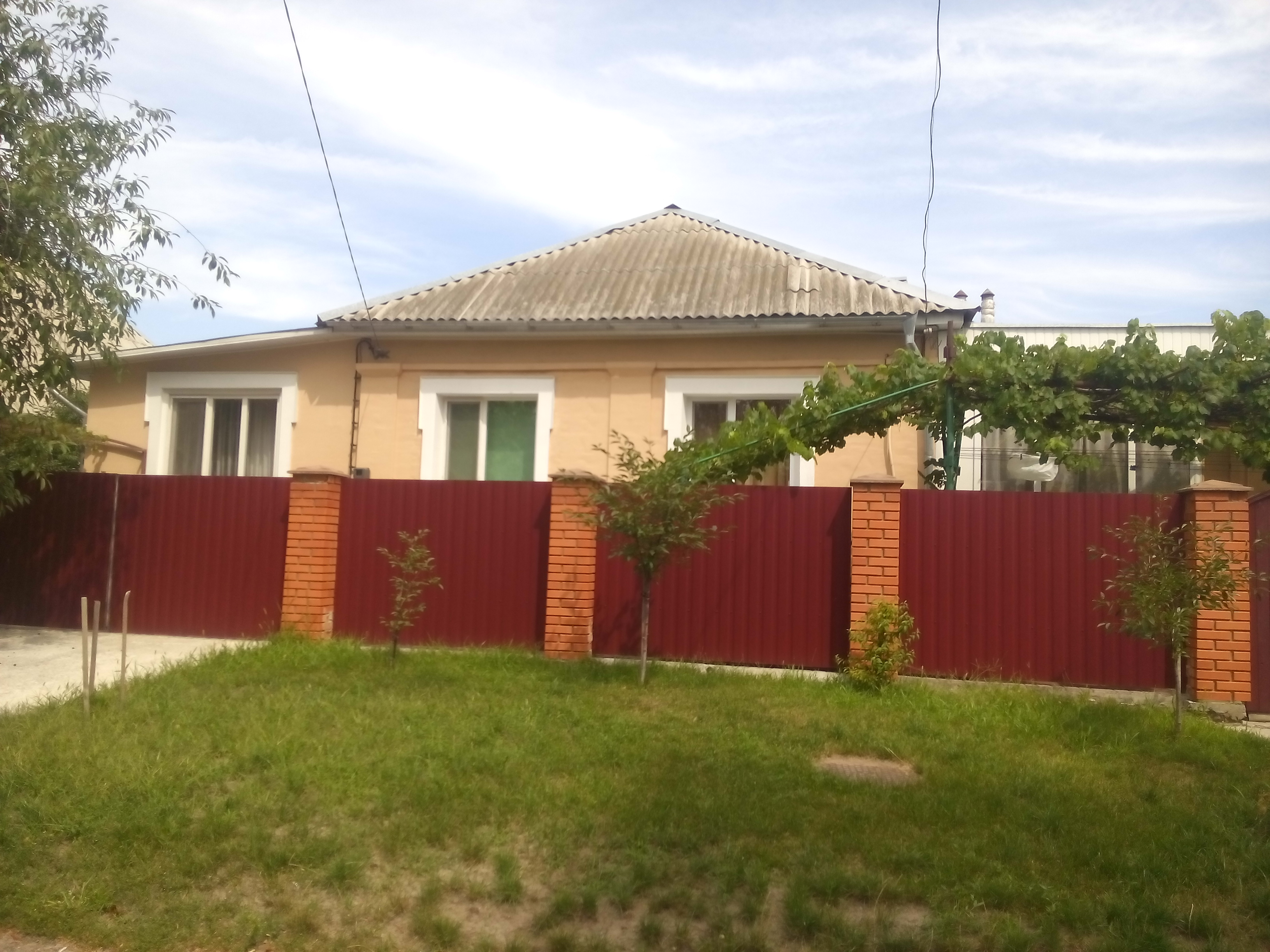
Милорадовичів 38 (новий будинок) 6 серпня 2017
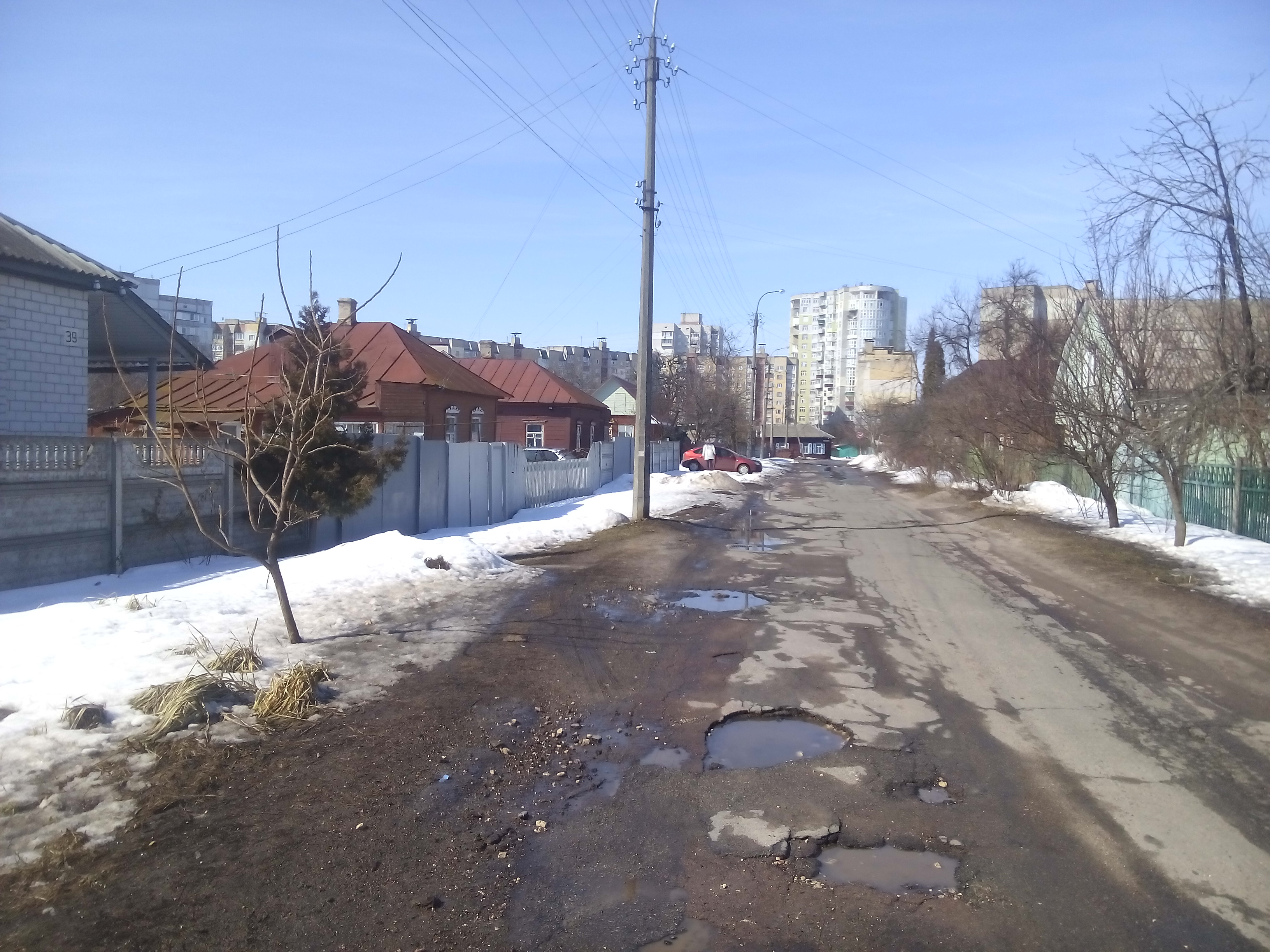
Асфальт у посередньому стані
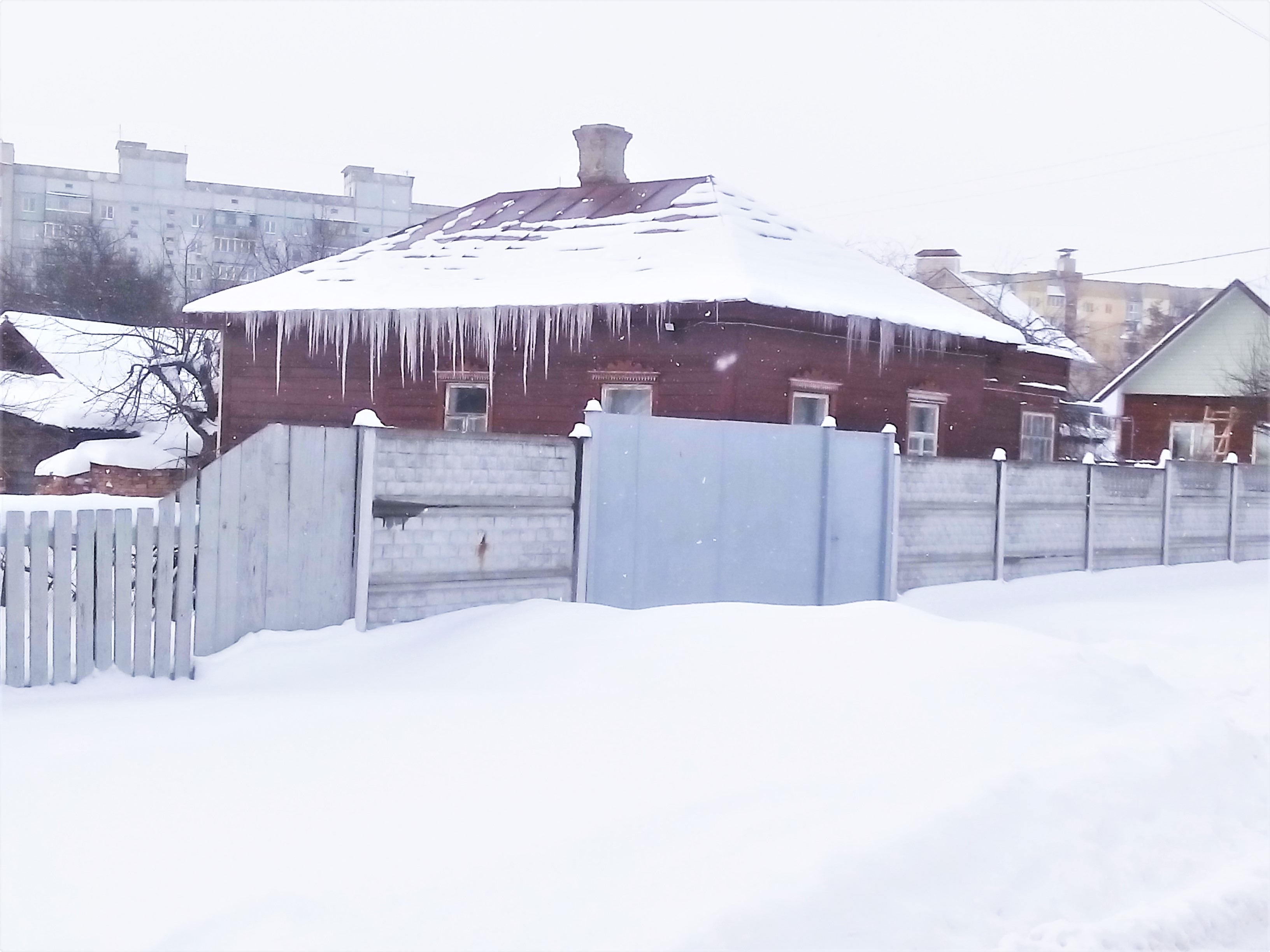
Сніг 4 березня 2018
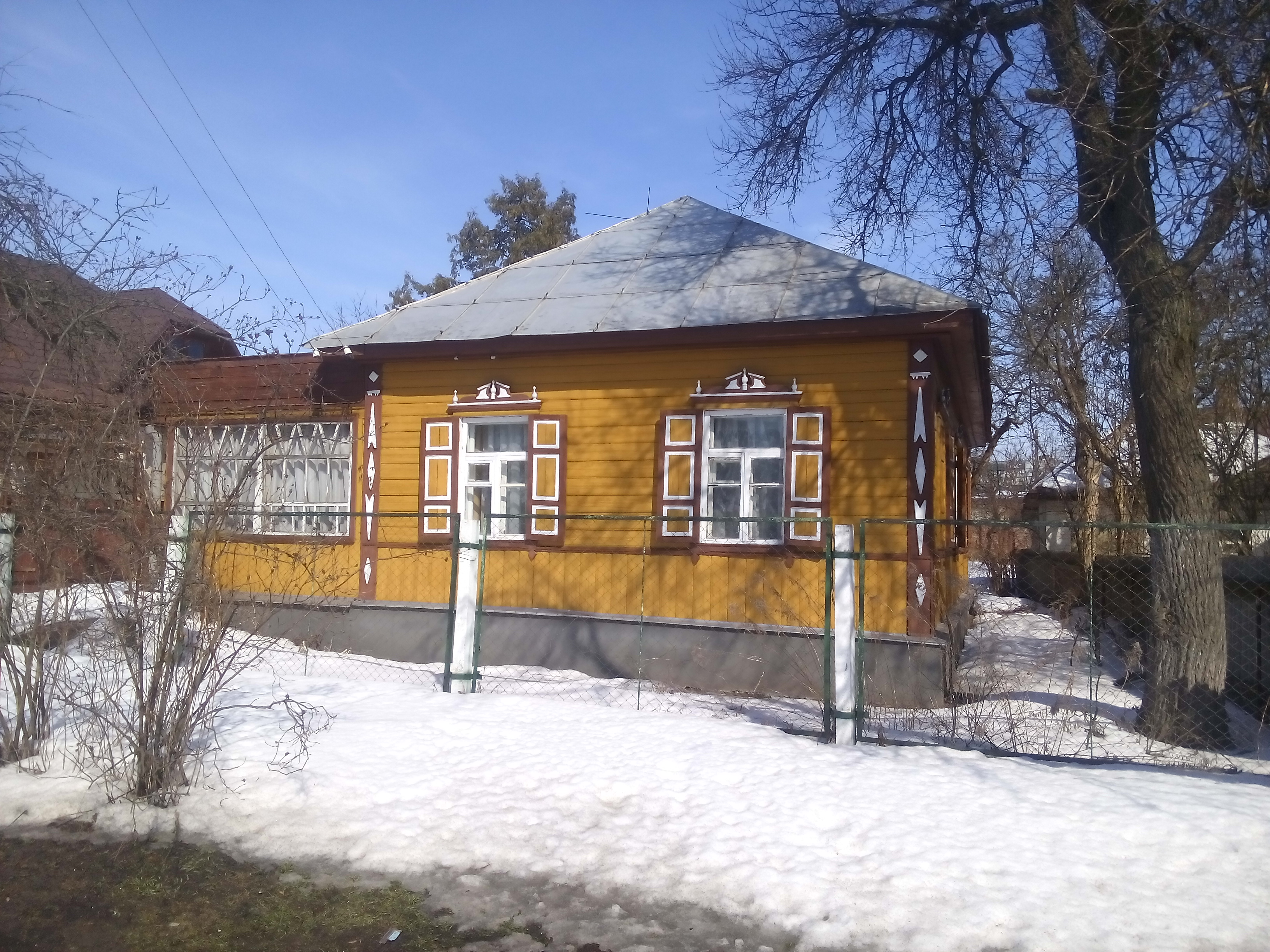
Хата у поліському стилі
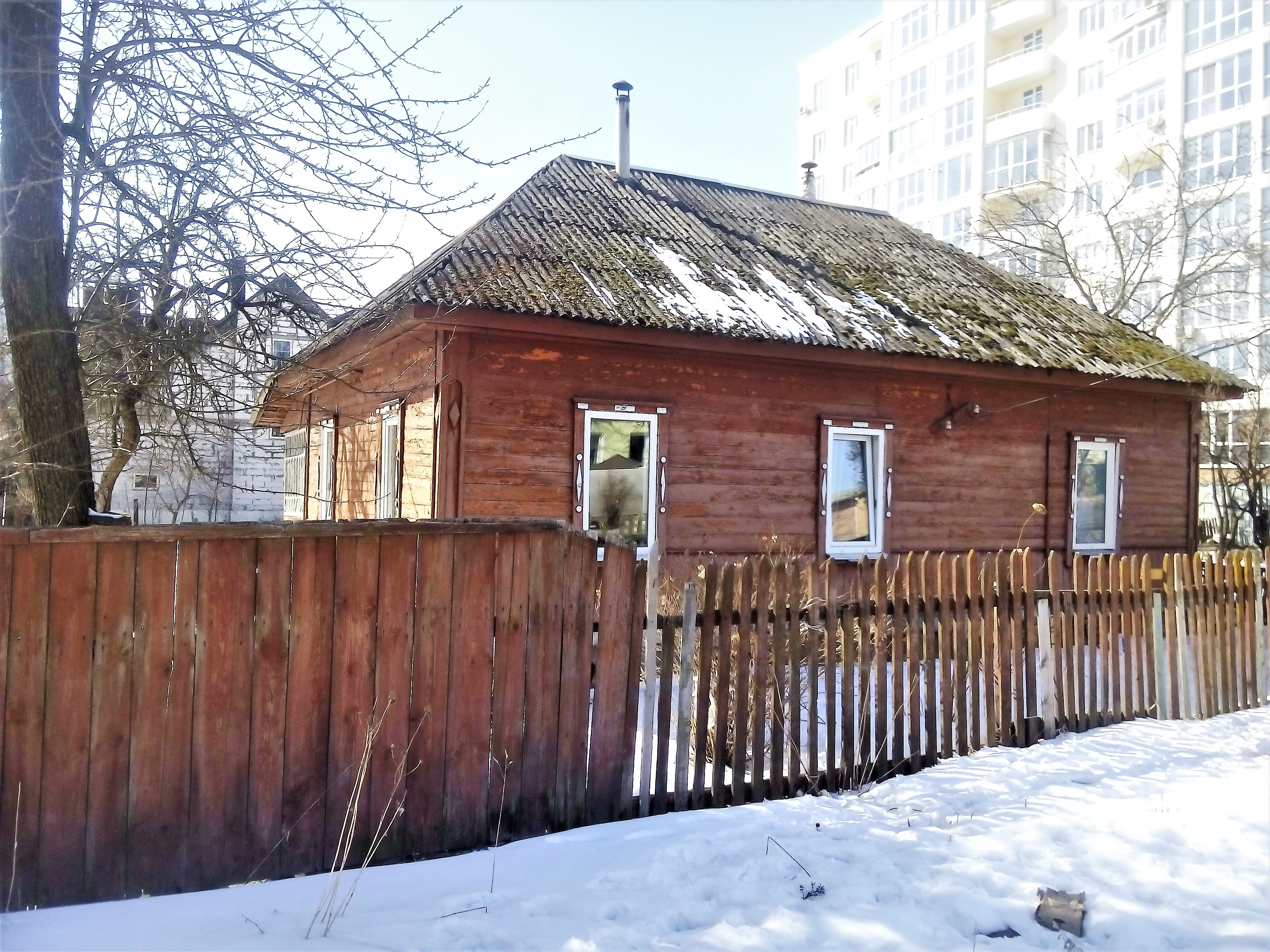
Теж типова поліська хата, але вже із склопластиковими вікнами
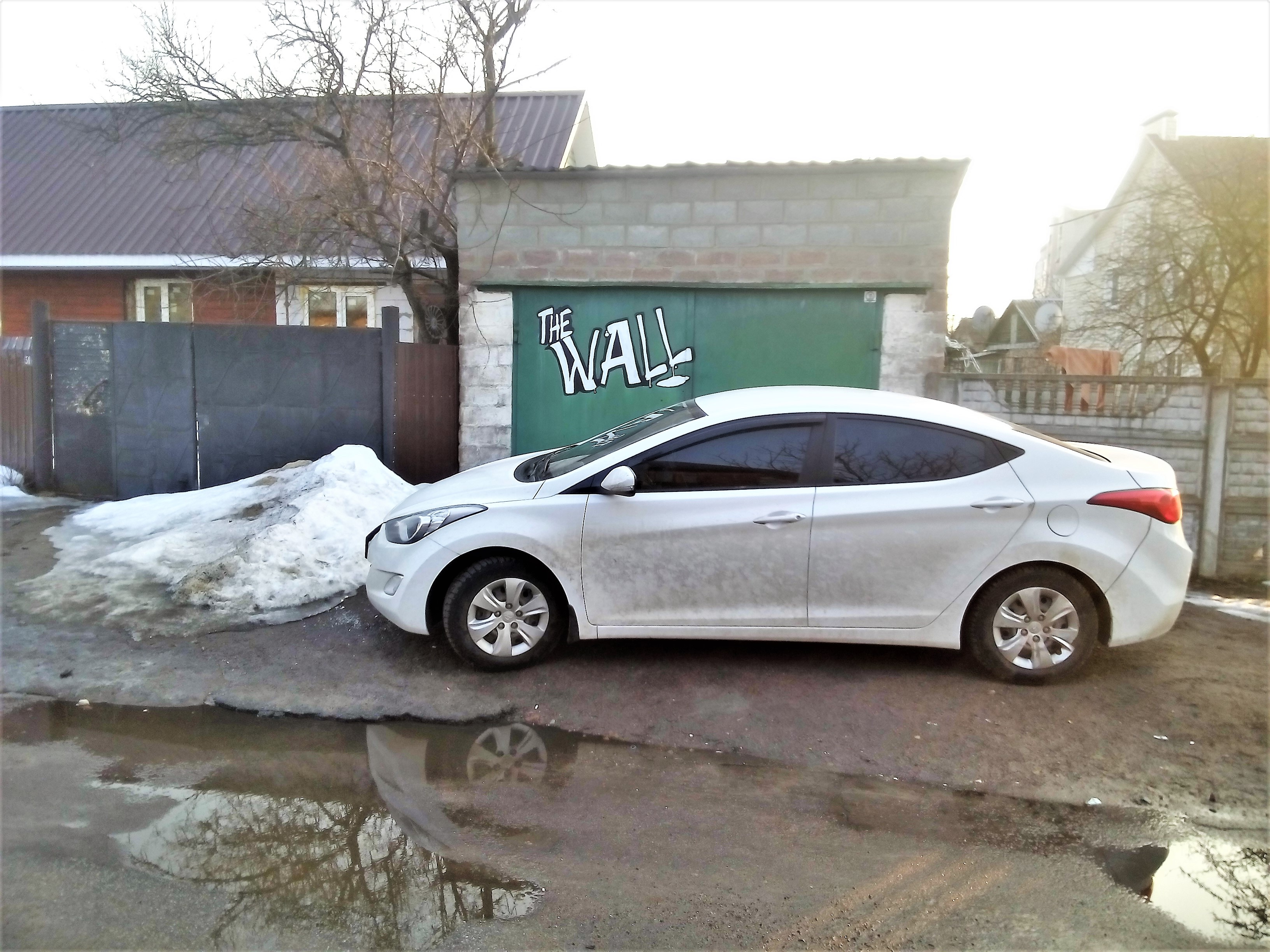
Гараж із графіті